# Pseudopterogorgia torresia
Pseudopterogorgia torresia is een zachte koraalsoort uit de familie Gorgoniidae. De koraalsoort komt uit het geslacht Pseudopterogorgia. Pseudopterogorgia torresia werd in 1889 voor het eerst wetenschappelijk beschreven door Wright & Studer. 